# Laila's Wisdom
Laila's Wisdom è il secondo album della rapper statunitense Rapsody, pubblicato il 22 settembre 2017 e distribuito dall'etichetta di 9th Wonder Jamla e da quella di Jay-Z Roc Nation. L'album ottiene il plauso universale della critica – 87/100 sul sito Metacritic – e fa breccia nelle classifiche statunitensi, riuscendo anche a entrare nella Billboard 200. Tra gli ospiti spiccano Kendrick Lamar, Black Thought, Anderson Paak e Busta Rhymes. 9th Wonder e Nottz sono tra i produttori del disco.
Il disco è nominato ai Grammy Awards 2018 come miglior album rap e la traccia Sassy è nominata al premio come miglior canzone rap. Il sito Drowned in Sound inserisce l'album tra i suoi cento preferiti del 2017.
| Recensione | Giudizio |
| ---------- | -------- |
| AllMusic   | [ 1 ]    |
| HipHopDX   | [ 5 ]    |
| RapReviews | [ 6 ]    |
| Exclaim!   | [ 7 ]    |
| Vice       | A–       |
| XXL        | [ 9 ]    |

## Tracce
1. Laila's Wisdom – 3:14 (testo: Marlanna Evans, Nina Simone, Weldon Irvine, Dominic Lamb – musica: Nottz)
2. Power (featuring Kendrick Lamar & Lance Skiiiwalker) – 5:34 (testo: Evans, Kendrick Duckworth, Lance Howard, William Collins, George Clinton Jr., Patrick Douthit, C. Jackson, W. Godfrey, Gary Cooper – musica: 9th Wonder)
3. Chrome (Like Ooh) – 3:27 (testo: Evans, Douthit – musica: Khrysis, Ka$h Don't Make Beats)
4. Pay Up – 3:16 (testo: Evans, Christopher Tyson, Kashif Norville – musica: Khrysis, Ka$h Don't Make Beats)
5. Ridin' (featuring GQ) – 4:51 (testo: Evans, John Hammink, Andre Solomko, Quay Thomas, Douthit, Eric Gabouer – musica: 9th Wonder, Eric G)
6. Sassy – 3:13 (testo: Evans, Gabouer – musica: Eric G)
7. Nobody (featuring Anderson Paak, Black Thought & Moonchild) – 7:27 (testo: Evans, Leo Nocentelli, Ronja Gullichsen, Amber Navran, Max Bryk, Alex Franck, Naomi Neville, Tariq Trotter, Andris Mattson, Brandon Anderson, George Porter Jr., Douthit, Ziggy Modeliste, Rauli Eskolin – musica: Khrysis, 9th Wonder)
8. Black & Ugly (featuring BJ the Chicago Kid) – 4:09 (testo: Evans, Charlene Keys, Douthit, Charles Bereal, Bryan Sledge – musica: 9th Wonder)
9. You Should Know (featuring Busta Rhymes) – 6:17 (testo: Evans, Robert Barnett, Rico Wade, Gabouer, Cameron Gipp, Ray Murray, Patrick Brown, Willie Knighton, Merna Bishouty, Douthit, Thomas Callaway – musica: 9th Wonder)
10. A Rollercoaster Jam Called Love (featuring Musiq Soulchild & Gwen Bunn) – 5:18 (testo: Evans, Douthit, Carl Wheeler, Gwen Bunn, D'wayne Wiggins, Michelle Hailey, Raphael Saadiq, Taalib Johnson – musica: 9th Wonder)
11. U Used 2 Love Me (featuring Terrace Martin) – 2:42 (testo: Evans, Terrace Martin, Douthit – musica: 9th Wonder)
12. Knock on My Door (featuring BJ the Chicago Kid) – 4:41 (testo: Evans, Douthit, Gianni Marchetti, Giuseppe Pavone, Sledge, Piero Ciampi – musica: 9th Wonder)
13. OooWee (featuring Anderson Paak) – 4:01 (testo: Evans, Anderson, Tyson – musica: Khrysis)
14. Jesus Coming (featuring Amber Navran) – 6:19 (testo: Evans, Otis Johnson, Navran, Douthit – musica: 9th Wonder)

Durata totale: 64:29

## Classifiche
| Classifica (2017)     | Posizione massima |
| --------------------- | ----------------- |
| Stati Uniti           | 125               |
| US Digital Albums     | 24                |
| US Heatseekers Albums | 4                 |
| US Top Album Sales    | 56                |